# Ischnotarsia keiseri
Ischnotarsia keiseri är en skalbaggsart som beskrevs av Ruter 1973. Ischnotarsia keiseri ingår i släktet Ischnotarsia och familjen Cetoniidae. Inga underarter finns listade i Catalogue of Life.